# Impuls electromagnetic
Un impuls electromagnetic (IEM), denumit și puls electromagnetic sau perturbare electromagnetică tranzitorie (PET), este o explozie scurtă de energie electromagnetică capabilă să distrugă orice tip de dispozitiv electronic. Originea unui impuls electromagnetic poate fi naturală sau artificială și poate apărea ca un câmp electromagnetic, câmp electric, câmp magnetic sau curent electric condus. 
Interferențele electromagnetice provocate de un impuls electromagnetic pot perturba telecomunicațiile și deteriora echipamentele electronice. Un impuls electromagnetic precum un fulger poate deteriora fizic obiecte precum clădiri și aeronave. Gestionarea efectelor este o ramură a ingineriei compatibilității electromagnetice.
Primele daune înregistrate ca urmare a unui impuls electromagnetic au fost provocate de furtuna solară din 1859 sau evenimentul Carrington.
În războaiele moderne, armele care produc un impuls electromagnetic de înaltă energie sunt concepute pentru a perturba echipamentele de comunicații, calculatoarele necesare pentru funcționarea avioanelor de război moderne sau chiar pentru a scoate din funcțiune întreaga rețea electrică a unei țări țintă.

## Caracteristici generale
Un impuls electromagnetic este un scurt val de energie electromagnetică. Durata sa scurtă înseamnă că acesta va fi răspândit pe o gamă de frecvențe. Impulsurile sunt caracterizate de obicei prin:
- Modul de transfer al energiei (radiat, electric, magnetic sau condus).
- Gama sau spectrul de frecvențe prezente.
- Forma de undă a impulsului: formă, durată și amplitudine.

Spectrul de frecvență și forma de undă a impulsului sunt interconectate prin intermediul transformării Fourier, care descrie modul în care formele de undă componente se pot aduna la spectrul de frecvență observat.

### Tipuri de energie
Energia EMP poate fi transferată în oricare dintre cele patru forme:
- câmp electric
- câmp magnetic
- radiație electromagnetică
- conducție electrică⁠(d)

Conform ecuațiilor lui Maxwell, un impuls de energie electrică va fi întotdeauna însoțit de un impuls de energie magnetică. Într-un impuls tipic, va predomina fie forma electrică, fie forma magnetică. Se poate demonstra că ecuațiile neliniare ale lui Maxwell pot avea soluții de unde de șoc electromagnetice autosimilare dependente de timp, în care componentele câmpului electric și magnetic au o discontinuitate.
În general, doar radiația acționează pe distanțe lungi, câmpurile magnetic și electric acționând pe distanțe scurte. Există câteva excepții, cum ar fi o erupție magnetică solară.

## Tipuri
Tipurile de EMP militare includ
- Pulsul electromagnetic nuclear (NEMP), ca urmare a unei explozii nucleare. O variantă a acestuia este EMP nuclear de mare altitudine (HEMP), care produce un impuls secundar datorită interacțiunilor particulelor cu atmosfera și câmpul magnetic al Pământului.
- Arme cu impuls electromagnetic nenuclear (NNEMP).

### Puls electromagnetic nuclear (NEMP)
Un impuls electromagnetic nuclear⁠(d) este impulsul brusc de radiație electromagnetică rezultat în urma unei explozii nucleare. Câmpurile electrice și magnetice care se modifică rapid pot să se cupleze cu sistemele electrice/electronice pentru a produce vârfuri de curent și tensiune dăunătoare.
Radiația gamma intensă emisă poate, de asemenea, ioniza aerul din jur, creând un EMP secundar, deoarece atomii de aer își pierd mai întâi electronii și apoi îi recâștigă.
Armele NEMP sunt concepute pentru a maximiza astfel de efecte EMP ca principal mecanism de avarie, iar unele sunt capabile să distrugă echipamente electronice sensibile pe o arie largă.
O armă cu impuls electromagnetic de mare altitudine (HEMP) este un focos NEMP conceput pentru a fi detonat mult deasupra suprafeței Pământului. Explozia eliberează o explozie de raze gamma în stratosfera medie, care se ionizează ca efect secundar, iar electronii liberi energetici rezultați interacționează cu câmpul magnetic al Pământului pentru a produce un EMP mult mai puternic decât cel produs în mod normal în aerul mai dens de la altitudini mai mici.

### Impuls electromagnetic nenuclear (NNEMP)
Impulsul electromagnetic nenuclear (NNEMP) este un impuls electromagnetic generat de arme fără utilizarea tehnologiei nucleare⁠(d). Dispozitivele care pot atinge acest obiectiv includ o baterie mare de condensatoare cu inducție redusă descărcată într-o antenă cu o singură buclă, un generator de microunde și un generator de comprimare a fluxului pompat exploziv. Pentru a obține caracteristicile de frecvență ale impulsului necesare pentru o cuplare optimă în țintă, între sursa de impulsuri și antenă se adaugă circuite de modelare a undelor sau generatoare de microunde. Vircatorii sunt tuburi de vid care sunt deosebit de potrivite pentru conversia în microunde a impulsurilor de energie înaltă.
Generatoarele NNEMP pot fi transportate ca sarcină utilă a bombelor, rachetelor de croazieră (cum ar fi racheta CHAMP) și a dronelor, cu efecte mecanice, termice și de radiații ionizante diminuate, dar fără consecințele desfășurării armelor nucleare.
Raza de acțiune a armelor NNEMP este mult mai mică decât a EMP nuclear. Aproape toate dispozitivele NNEMP utilizate ca arme necesită explozivi chimici ca sursă inițială de energie, care produc doar o milionime din energia explozivilor nucleari cu greutate similară. Pulsul electromagnetic al armelor NNEMP trebuie să provină din interiorul armei, în timp ce armele nucleare generează EMP ca efect secundar. Aceste fapte limitează raza de acțiune a armelor NNEMP, dar permit o discriminare mai fină a țintei. Efectul bombelor electronice de mici dimensiuni s-a dovedit a fi suficient pentru anumite operațiuni teroriste sau militare[necesită citare] Exemple de astfel de operațiuni includ distrugerea sistemelor de control electronic esențiale pentru funcționarea multor vehicule terestre și aeronave.
Conceptul de generator de comprimare a fluxului pompat exploziv pentru generarea unui impuls electromagnetic nenuclear a fost conceput încă din 1951 de Andrei Sakharov în Uniunea Sovietică, dar națiunile au păstrat secretă activitatea privind EMP nenuclear până la apariția unor idei similare în alte națiuni.

## Efecte
Evenimentele EMP minore, și în special trenurile de impulsuri, provoacă niveluri scăzute de zgomot⁠(d) electric sau interferențe care pot afecta funcționarea dispozitivelor sensibile. De exemplu, o problemă frecventă la mijlocul secolului al XX-lea era reprezentată de interferențele emise de sistemele de aprindere ale motoarelor pe benzină, care făceau ca aparatele de radio să scârțâie, iar televizoarele să afișeze dungi pe ecran. Au fost introduse legi prin care producătorii de vehicule erau obligați să monteze dispozitive de suprimare a interferențelor.
La un nivel ridicat de tensiune, un EMP poate induce o scânteie, de exemplu de la o descărcare electrostatică la alimentarea unui vehicul cu motor pe benzină. Se știe că astfel de scântei pot provoca explozii de combustibil în aer și trebuie luate măsuri de precauție pentru a le preveni.
Un EMP mare și energic poate induce curenți și tensiuni ridicate în unitatea victimă, perturbând temporar funcționarea acesteia sau chiar deteriorând-o permanent.
Un EMP puternic poate, de asemenea, să afecteze direct materialele magnetice și să corupă datele stocate pe suporturi precum benzile magnetice și hard disk-urile. Hard disk-urile sunt de obicei protejate de carcase metalice grele. Unii furnizori de servicii de eliminare a bunurilor IT și reciclare a calculatoarelor utilizează un EMP controlat pentru a șterge astfel de suporturi magnetice.
Un eveniment EMP foarte mare, cum ar fi un fulger sau o armă nucleară cu explozie în aer, este, de asemenea, capabil să avarieze direct obiecte precum copaci, clădiri și aeronave, fie prin efectele de încălzire, fie prin efectele perturbatoare ale câmpului magnetic foarte mare generat de curent. Un efect indirect poate fi reprezentat de incendiile electrice cauzate de încălzire. Majoritatea structurilor și sistemelor proiectate necesită o anumită formă de protecție împotriva fulgerelor. Un bun mijloc de protecție este un scut Faraday⁠(d) conceput pentru a proteja anumite obiecte de distrugere.